# نيكولا ميروتيتش
نيكولا ميروتيتش (بالإسبانية: Nikola Mirotić)‏ مواليد 11 فبراير 1991 في بودغوريتسا، جمهورية يوغوسلافيا الاشتراكية الاتحادية، هو لاعب كرة سلة مونتينيغري إسباني بدأ مسيرته الاحترافية في سنة 2008 حيث تم اختياره من قبل فريق هيوستن روكتس خلال الدرافت يلعب مع فريق شيكاغو بولز في الرابطة الوطنية لكرة السلة ويحمل الرقم 44. يبلغ طوله 6 قدم 10 بوصة (2.1 م).

## فرق لعب لها
- ريال مدريد بالونكيستو
- شيكاغو بولز

## إحصائيات المسيرة
|  | تصدر الدوري |

### الرابطة الوطنية لكرة السلة

#### الموسم الاعتيادي
| السنة   | الفريق      | لعب | بدأ | دقيقة | ميداني% | ثلاثية | حرة  | ارتداد | صنع | استلاب | تصدي | نقطة |
| ------- | ----------- | --- | --- | ----- | ------- | ------ | ---- | ------ | --- | ------ | ---- | ---- |
| 2014–15 | شيكاغو بولز | 82  | 3   | 20.2  | .405    | .316   | .803 | 4.9    | 1.2 | .7     | .7   | 10.2 |
| 2015–16 | شيكاغو بولز | 66  | 38  | 24.9  | .407    | .390   | .807 | 5.5    | 1.5 | .9     | .7   | 11.8 |
| المسيرة |             | 148 | 41  | 22.3  | .406    | .355   | .804 | 5.2    | 1.3 | .8     | .7   | 10.9 |

#### التصفيات
| السنة   | الفريق      | لعب | بدأ | دقيقة | ميداني% | ثلاثية | حرة  | ارتداد | صنع | استلاب | تصدي | نقطة |
| ------- | ----------- | --- | --- | ----- | ------- | ------ | ---- | ------ | --- | ------ | ---- | ---- |
| 2015    | شيكاغو بولز | 11  | 0   | 14.9  | .303    | .233   | .800 | 2.7    | .8  | .5     | .5   | 5.7  |
| المسيرة |             | 11  | 0   | 14.9  | .303    | .233   | .800 | 2.7    | .8  | .5     | .5   | 5.7  |

### الدوري الإسباني
| السنة   | الفريق                | لعب | بدأ | دقيقة | ميداني% | ثلاثية | حرة  | ارتداد | صنع | استلاب | تصدي | نقطة |
| ------- | --------------------- | --- | --- | ----- | ------- | ------ | ---- | ------ | --- | ------ | ---- | ---- |
| 2008–09 | ريال مدريد بالونكيستو | 2   | 0   | 3.5   | .500    | .000   | .000 | .0     | .0  | .0     | .0   | 1.0  |
| 2010–11 | ريال مدريد بالونكيستو | 29  | 0   | 17.2  | .527    | .413   | .875 | 3.8    | .6  | .7     | .4   | 8.1  |
| 2011–12 | ريال مدريد بالونكيستو | 34  | 0   | 20.2  | .471    | .375   | .703 | 4.5    | .8  | .7     | .5   | 8.9  |
| 2012–13 | ريال مدريد بالونكيستو | 33  | 0   | 23.4  | .505    | .435   | .802 | 5.5    | .9  | .9     | .8   | 12.6 |
| 2013–14 | ريال مدريد بالونكيستو | 33  | 0   | 23.1  | .518    | .354   | .777 | 5.5    | 1.1 | 1.1    | .5   | 12.5 |
| المسيرة |                       | 131 | 0   | 20.8  | .505    | .392   | .800 | 4.8    | .8  | .8     | .5   | 10.4 |

## روابط خارجية
- نيكولا ميروتيتش على موقع الاتحاد الدولي لكرة السلة (الإنجليزية)
- نيكولا ميروتيتش على موقع الدوري الأوروبي لكرة السلة (الإنجليزية)
- نيكولا ميروتيتش على موقع إن بي أي (الإنجليزية)
- نيكولا ميروتيتش على موقع سبورتس رفرنس (الإنجليزية)
- نيكولا ميروتيتش على موقع الدوري الإسباني لكرة السلة (الإسبانية)
- نيكولا ميروتيتش على موقع كرة السلة الأوروبية.كوم (الإنجليزية)
- نيكولا ميروتيتش على موقع إي إس بي إن.كوم (الإنجليزية)
- نيكولا ميروتيتش على موقع ريلجم (الإنجليزية)
- نيكولا ميروتيتش على موقع بروبوليرز (الإنجليزية)
- نيكولا ميروتيتش على موقع سبورتس رفرنس (الإنجليزية)